# 街コン
街コン（まちコン）とは、男女の出会いの場を創出することを目的とした出会いイベントのこと。

## 概要
街コンは、古くは街ぐるみで行われる大型の合コンイベントであったが、最近では1店舗で行われる小規模イベントとして業態変化を遂げた。一般的な合コンとは異なり、幹事となる者は民間の主催業者がほとんどで、集客は街コンのポータルサイトなどで行うケースが多い。従来の大型イベントと比べると、イベントカテゴリーが拡充され、20代限定やアラサーコンなどの年代を絞ったものや、アニメコン・美術館コンなどの同じ趣味を持った者同士のマッチングを狙った趣味コンなど、数多くのイベントが開催されている。
元々、街コンの発祥は2004年に開催された栃木県宇都宮市の「宮コン」であり、その後、全国の都市に広がりを見せている。こういった取り組みは全国各地で開催されており、「出会いの場創出」と「地域活性化」が融合したイベントとして注目を浴びた。
料金体系は、女性が低価格で男性が高額なため、SNSを中心に男性の参加費用が話題になることも多い。